# 王萬善
王萬善，湖廣衡陽縣人，明朝解元。

## 生平
嘉靖四十年（1561年），王萬善中式辛酉科湖廣鄉試第一名舉人，隨後病倒。其妻劉氏伏床哭泣，意欲同死，被王萬善制止。王萬善死後，其妻獨居小樓，足不出戶四十餘年。其事上聞，朝廷下詔旌表。